# Brđani Cesta
Brđani Cesta är en ort i Kroatien.   Den ligger i länet Moslavina, i den östra delen av landet, 60 km sydost om huvudstaden Zagreb. Brđani Cesta ligger 113 meter över havet och antalet invånare är 126.
Terrängen runt Brđani Cesta är platt. Runt Brđani Cesta är det mycket glesbefolkat, med 7 invånare per kvadratkilometer. Närmaste större samhälle är Sisak, 13,4 km nordväst om Brđani Cesta. I omgivningarna runt Brđani Cesta växer i huvudsak lövfällande lövskog.